# Старо Петрово село
Старо Петрово село (на хърватски: Staro Petrovo Selo) е село и община в Бродско-посавска жупания, Хърватия. Общината включва тринадесет населени места. Разположена е между Нова Градишка и Славонски брод, на 91 м надморска височина.
Според преброяването от 2011 г. има 5186 жители, 98,3% от които хървати.